# Pfarrkirche Hochneukirchen

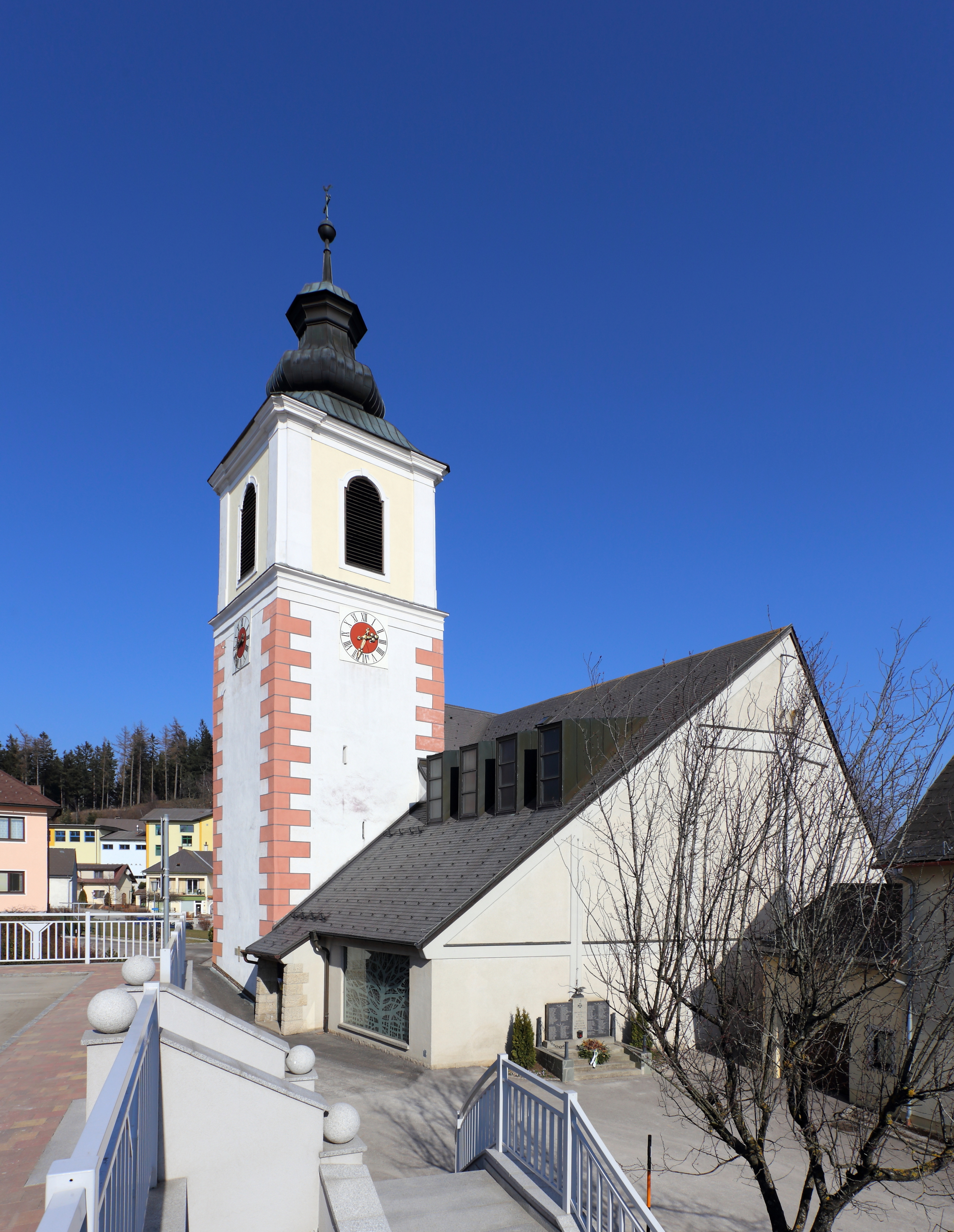
Pfarrkirche St. Bartholomäus in Hochneukirchen

Die römisch-katholische Pfarrkirche Hochneukirchen steht im Ort Hochneukirchen in der Gemeinde Hochneukirchen-Gschaidt im Bezirk Wiener Neustadt-Land in Niederösterreich. Die auf den heiligen Bartholomäus geweihte Kirche gehört zum Dekanat Kirchschlag im Vikariat Unter dem Wienerwald der Erzdiözese Wien. Die ehemalige Wehrkirche steht unter Denkmalschutz.

## Lage
Sie steht weithin sichtbar auf einem Höhenrücken zwischen dem Hochneukirchen- und dem Tauchenbach, was ihr auch den Namen gegeben hat.

## Geschichte
Das Kirchengebäude wurde um 1300 als ein zunächst romanisches, später frühgotisch vollendetes Bauwerk errichtet. Die Pfarre Hochneukirchen wird erstmals 1332 in einer Urkunde im Stift Reichersberg erwähnt. Im 15. Jahrhundert erhielt das Bauwerk einen zweiten ostseitigen Turm, sodass das Langhaus zwischen den beiden Türmen „eingeklemmt“ war. An der Wende zum 16. Jahrhundert wurde ein Wehrobergeschoß mit 15 Schießscharten und 13 Spählöchern eingebaut, um als Verteidigungsanlage gegen Türken und Kuruzzen (1699 und 1707) zu dienen. Nach einem Brand im Jahr 1726 wurde der Ostturm nicht wiederaufgebaut. Die übrige Kirche wurde bis 1787 barockisiert, auch der Westturm erhielt damals den barocken Zwiebelhelm.

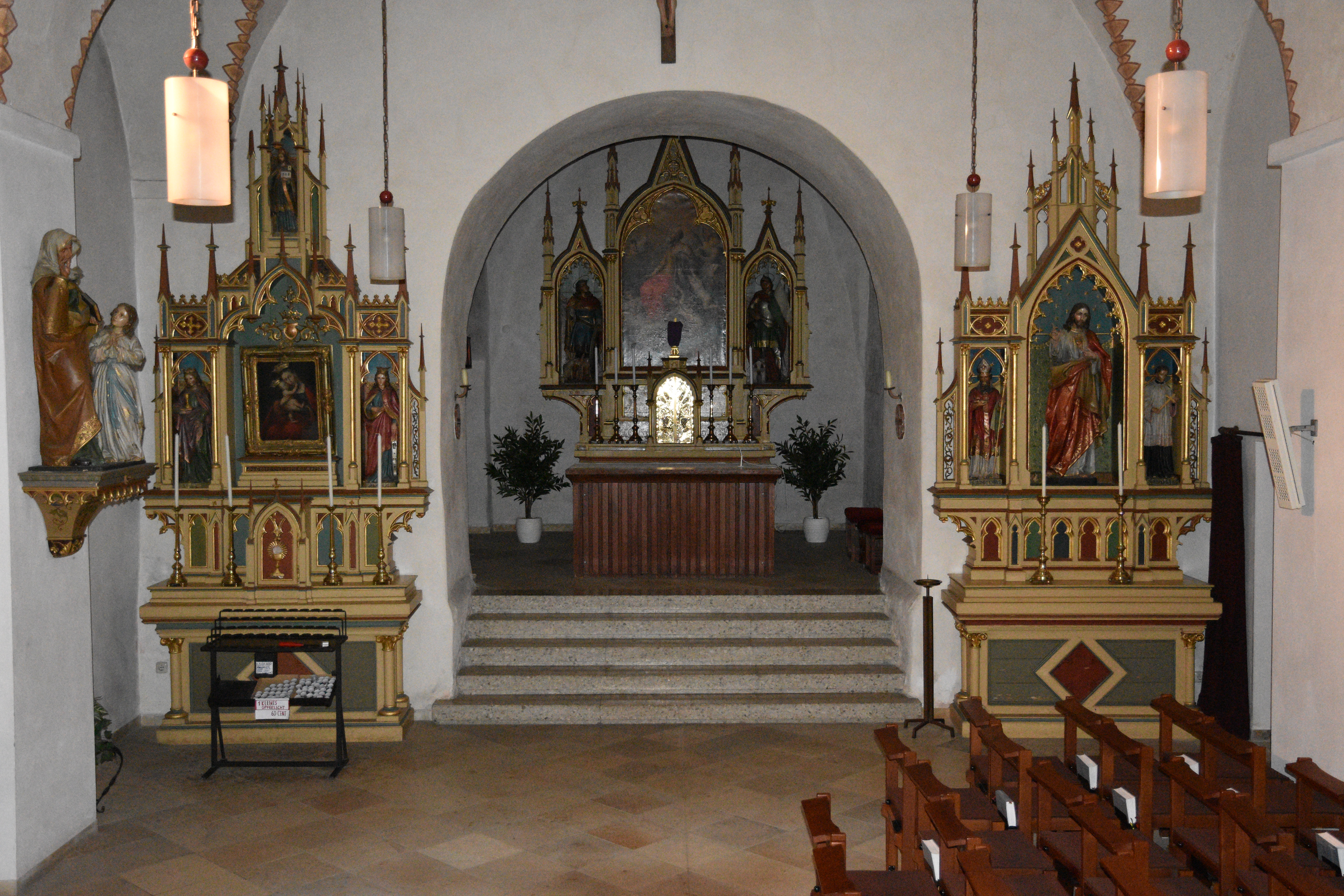
Pfarrkirche St. Bartholomäus in Hochneukirchen

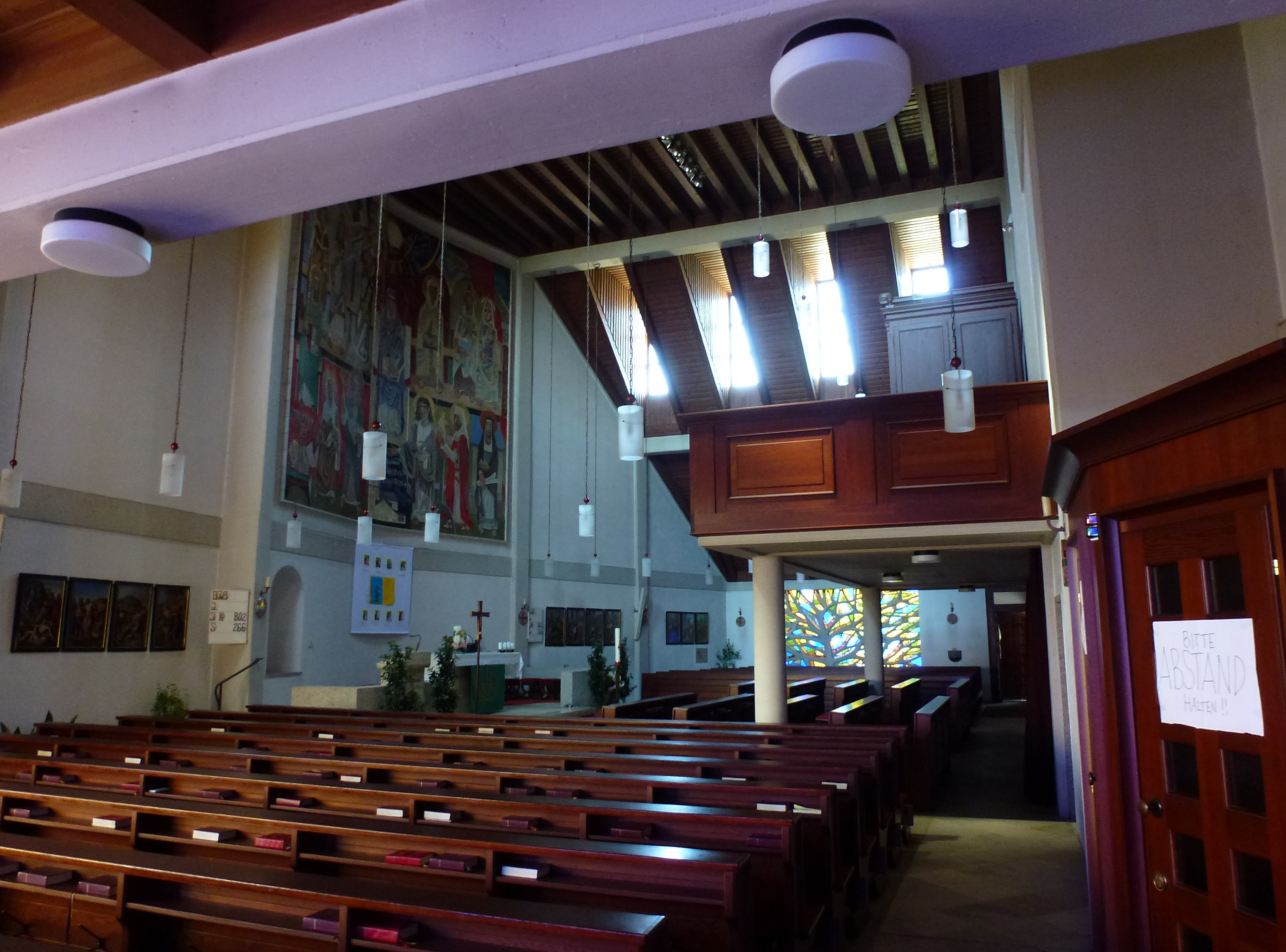
Pfarrkirche St. Bartholomäus in Hochneukirchen, Innenraum des Zubaues

Die älteste erhaltene Darstellung zeigt die Kirche um 1824. Noch im Jahr 1828 ist belegt, dass sie mit Hakenbüchsen als Verteidigungswaffen ausgestattet war. Der Friedhof rund um die Kirche wurde 1844 an den Ortsrand verlegt, die Wehrmauer 1897 abgetragen. 1982 bis 1983 erhielt die Kirche einen modernen Zubau von Architekt Hans Petermair, um die heutigen Ansprüche an ein Gotteshaus besser zu erfüllen. Außerdem wurde das Wehrobergeschoß renoviert und als Veranstaltungsraum ausgebaut, in dem nun zwei bis drei Konzerte und Ausstellungen pro Jahr stattfinden.
Die neugotischen Altäre der alten Kirche stammen aus dem Grödner Tal und wurden um 1900 angefertigt. Der Hauptaltar stellt den Kirchenpatron Bartholomäus sowie die heiligen Mauritius und Florian dar. Im linken Seitenaltar ist ein Gnadenbild Maria Hilf aus Passau eingearbeitet. Weitere Darstellungen sind den hl. Barbara, Katharina, Leopold (links), Nikolaus und Aloisius (rechts, Herz Jesu-Altar) gewiedmet. Der Zubau enthält ein Fresko von Sepp Mayrhuber mit dem Pfingstwunder und Glasfenster von Clarisse Schrack-Praun. Die Orgel aus 1904 stammt von Johann M. Kauffmann.
Der Kirchturm enthält vier Glocken, die größte wurde erst 1999 aufgezogen.
Die Kirche von Hochneukirchen ist Teil der Wehrkirchenstraße in der Buckligen Welt.